# Bosoniden

Insigne der Bosoniden

Die Bosoniden waren ein fränkisches Adelsgeschlecht der Karolingerzeit. Sie sind die Nachkommen des Grafen Boso von Arles, die im 9. und 10. Jahrhundert in Burgund und Italien eine herausragende Rolle spielten.
Die wichtigsten Familienmitglieder sind:
- Boso von Arles
- Hugbert, Herzog von Transjuranien
- Hugo I., König von Italien
- Lothar II., König von Italien

sowie die Markgrafen von Tuscien (siehe auch Liste der Herrscher der Toskana):
- Boso (931–936)
- Hubert (935–967/970)
- Hugo (970–1001)

## Stammliste
1. Boso der Alte, † vor 855, 807/828 bezeugt, Graf von Arles und in Italien, tauscht 826 Besitz bei Nimwegen gegen Besitz in der Grafschaft Vercelli
  1. Boso, † 874/878, Graf in Italien, ⚭ Engiltrude von Orléans, Tochter des Grafen Matfried
    1. 2 Töchter

  2. Hugbert, X 864 bei Orbe, Herzog von Transjuranien, Abt von Saint-Maurice, 855 Vormund seiner Schwester Teutberga
    1. Theotbald, † zwischen Juni 887 und etwa 895, Graf von Arles; ⚭ I 879/881 Berta von Lothringen, * wohl 863, † 8. März 925, Tochter des Königs Lothar II. von Lothringen, begraben in Lucca (Karolinger), heiratete in zweiter Ehe um 890/898 Adalbert II. den Reichen, Markgraf von Tuscien, Graf von Canossa, † 10/19. September 915 (Haus Bonifacius)
      1. Hugo, † 10. April 947, 903 Graf von Vienne, 926 König von Italien; ⚭ I Willa, Witwe des Rudolf I. König von Burgund (Welfen); ⚭ II um 924 Alda die Ältere; ⚭ III um 932 Marozia, † 932/937 wohl in Gefangenschaft, Witwe des Alberich I. Markgraf von Spoleto und des Wido, Markgraf von Tuscien, Tochter des römischen Senators Theophylakt und der Theodora (Tuskulaner); ⚭ IV 12. Dezember 937 Berta von Schwaben, † nach 2. Januar 966, Tochter des Burchard II. Herzog von Schwaben (Burchardinger), Witwe des Rudolf II. König von Burgund (Welfen)
        1. Hubert (Mutter: Wandelmodis (nobilissima)), † zwischen 15. September 967 und März 970, 941/945 Pfalzgraf, 937 Markgraf von Tuscien (nach 13. Februar 962 vertrieben und wieder eingesetzt), 942/943-Anfang 945 Herzog und Markgraf von Spoleto und Camerino, Gründer der Badia in Florenz; ⚭ um 945 Willa, Tochter des Bonifacius (I.) Herzog und Markgraf von Spoleto und Camerino
          1. Hugo, * nach 950, † 21. Dezember 1001 in Pistoia, 967/970 Herzog und Markgraf von Tuscien, 986/987–996 nach Juni Markgraf und Herzog von Spoleto und Camerino, begraben in der Badia in Florenz; ⚭ NN
            1. Willa (Villia), Markgräfin, gründet 1025 das Kloster San Michele in Quiesa bei Pisa; ⚭ vor 24. Januar 1019 Arduin-Ardicio, 1025/1038 bezeugt, wohl Graf der Versilia

          2. Waldrada, † nach 976; ⚭ um 936 vor 26. August Pietro IV. Candiano, Doge von Venedig, † ermordet 11. August 976 in Venedig.

        2. Alda die Jüngere (auch: Hilda), † 954; ⚭ 936 Alberich II., patricius und princeps der Römer, † 14. Mai 964 (Tuskulaner)
        3. Lothar II., † 22. November 950 in Turin, 931 Mitkönig von Italien; ⚭ 947 vor 27. Juni Adelheid von Burgund, † 16. Dezember 999, Tochter des Rudolf II. König von Burgund (Welfen), heiratete im Oktober 951 in zweiter Ehe den späteren Kaiser Otto I. (Liudolfinger) – durch seine Ehe mit Adelheid erhält König Otto die Eiserne Krone der Langobarden und wird dadurch Herr von Oberitalien
          1. Emma, † 12. Oktober nach 989; ⚭ 966 Lothar König der Westfranken, † 2. März 986 (Karolinger)

        4. Berta/Eudokia (Mutter: Pezola, 926/930 bezeugt) † Herbst 949; ⚭ 944 Romanos II., 959 Kaiser von Byzanz, † ermordet 15. März 963 (Makedonische Dynastie)
        5. Boso (Mutter: Pezola, s. o.), † Mai 949/951, 941 Bischof von Piacenza und Erzkanzler des Heiligen Römischen Reichs
        6. Rotlinde (Mutter: Rotrud, † nach 29. März 945, Tochter des Richard Waltpert aus Pavia, Witwe des Pfalzgrafen Giselbert), † nach 10. Oktober 1001; ⚭ I vor 29. März 945 Graf Elisiardus, † vor September 948; ⚭ II um 950 Bernhard Graf von Pavia, † 976/1001
        7. Theobald (Mutter: Stephania) vor 948/961 Archidiakon von Mailand
        8. Gottfried (Mutter unbekannt), Abt von Nonantola

      2. Boso, † nach 936, 911/931 Graf von Avignon und Vaisin, 926/931 Graf von Arles, 931/936 Markgraf von Tuscien; ⚭ Willa, 936 bezeugt, Tochter des Rudolf I König von Burgund (Welfen).
        1. Berta, † nach 18. August 965; ⚭ I um 928 Boso I. Graf von Provence, † 935 nach 13. September (Buviniden); ⚭ II um 936 Raimund I. Graf von Rouergue, † 961/965, Markgraf von Septimanien, 936 Herzog von Aquitanien
        2. Willa, † nach 963 im Kloster; ⚭ um 930/931 Berengar II., † 6. August 866 in Bamberg, 924 Markgraf von Ivrea, 950–961/962 König von Italien (Haus Burgund-Ivrea)
        3. Richilde
        4. Gisla

      3. Teutberga, † vor September 948; ⚭ Warnarius, X 6. Dezember 924, 895 Vizegraf von Sens, 895/896 Graf von Troyes

  3. Theutberga, † vor 25. November 875, Äbtissin von Sainte-Glossinde in Metz; ⚭ um 855, geschieden 862, Lothar II. König von Lotharingien, † 8. August 869 in Piacenza (Karolinger)
  4. Richildis (Richeut) von Arles ⚭ Buvinus Graf von Metz, 842/862 (Buviniden)